# Lindholm Å
Lindholm Å er en å der har sit udløb i Limfjorden i Lindholm, Nørresundby. Åen løber nord om Tylstrup.
57°5′40″N 9°53′34″Ø / 57.09444°N 9.89278°Ø